# Sabrina Zazaï
Pour les articles homonymes, voir Zazai.
Sabrina Zazaï-Özil, née le 19 octobre 1994 à Grenoble, est une joueuse franco-algérienne de handball évoluant au poste d'ailière droite.

## Biographie
Formée au Pôle Sud 38 Handball, Sabrina Zazaï rejoint en 2012 l'ES Besançon avec laquelle elle remporte le Championnat de France de D2 en 2015.
Après deux saisons passées au Toulon Saint-Cyr Var Handball, marquées par une finale de coupe de France en 2018, Sabrina Zazaï s'engage à partir de la saison 2019-2020 avec le club hongrois de Fehérvár KC. Elle est de retour en France l'année suivante et signe au Mérignac Handball.
Un an plus tard, elle retourne à Besançon.
En 2022, elle est convoquée en équipe d'Algérie, avec laquelle elle participe aux Jeux méditerranéens de 2022 puis au Championnat d'Afrique des nations 2022, terminé à la 10e place.

## Palmarès

### En club
- championne de France de D2 en 2015 (avec l'ES Besançon)
- finaliste de la coupe de France en 2018 (avec Toulon Saint-Cyr)
- finaliste de la coupe de France en 2022 (avec l'ES Besançon)

### Distinctions individuelles
- meilleur joueur du mois du ES Besançon  en novembre  2024,  février 2025

## Galerie photos

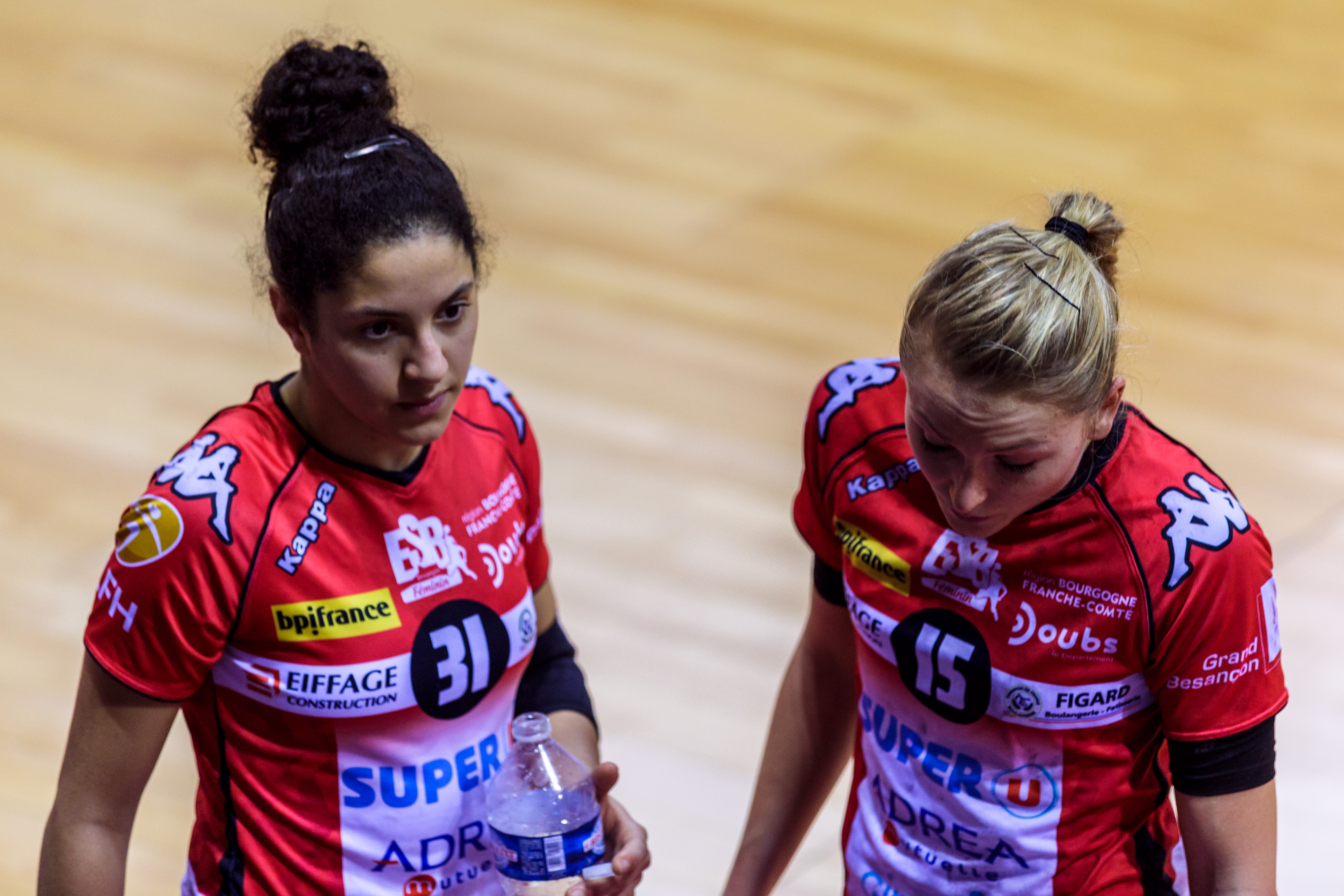
En 2016
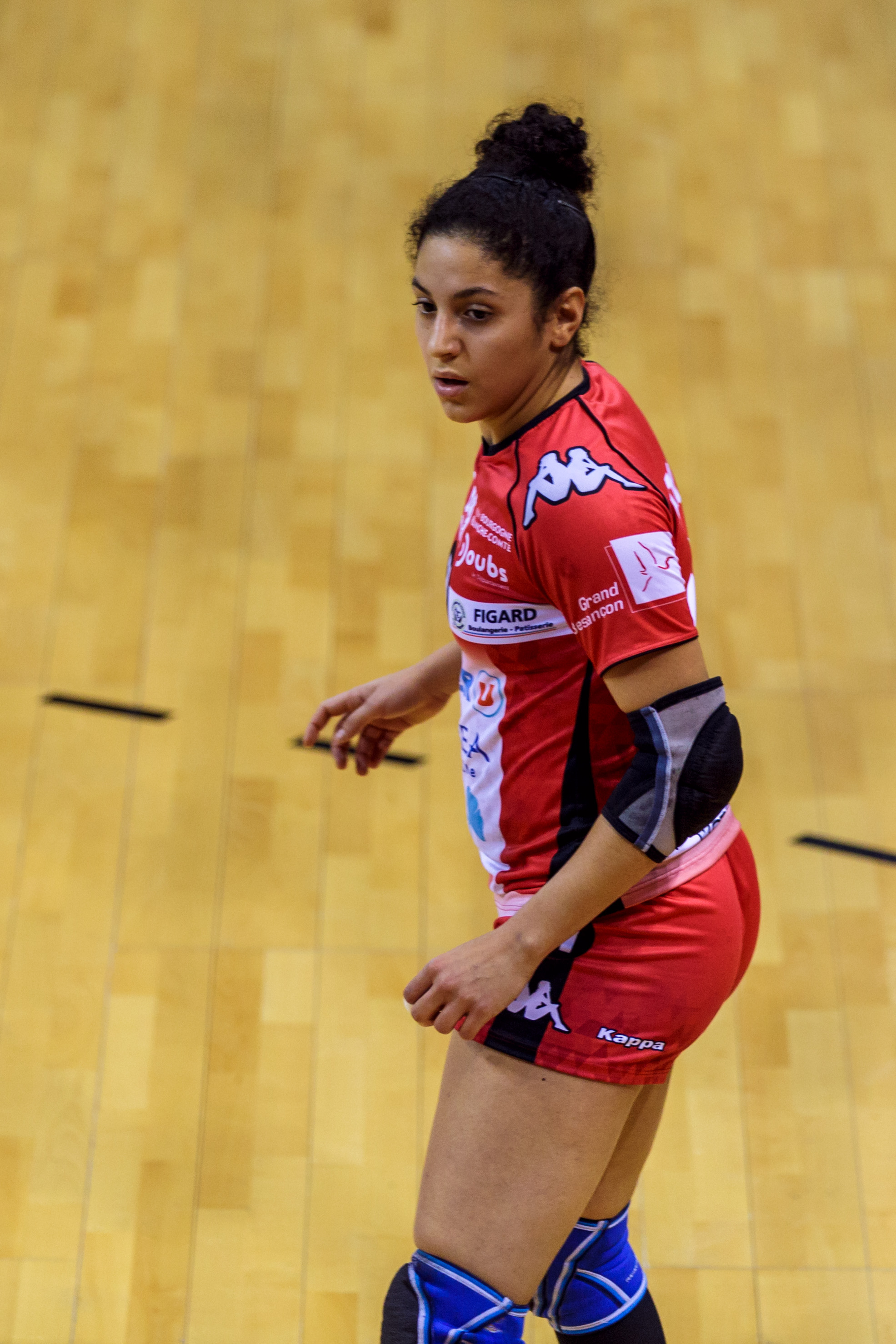
...
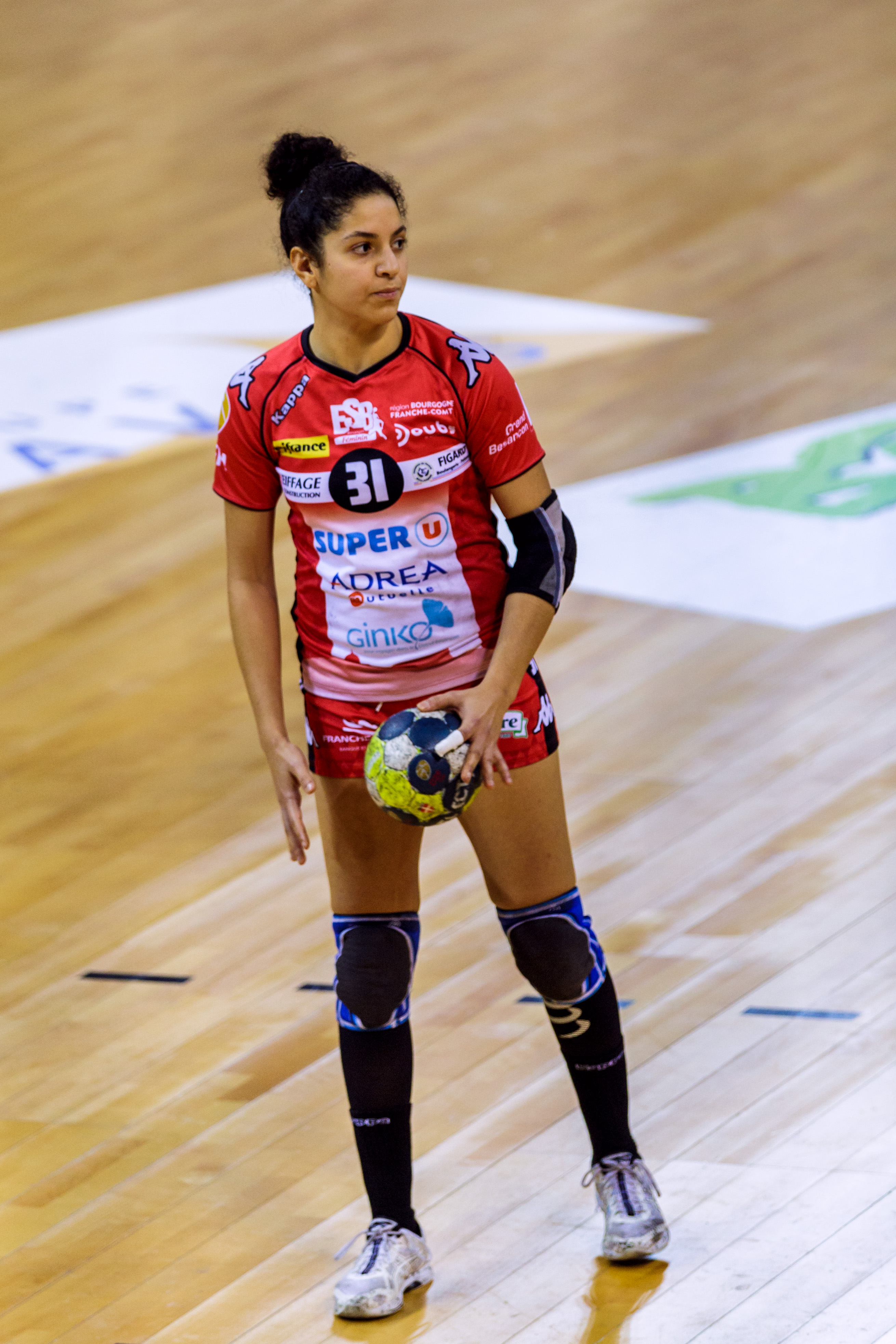
...
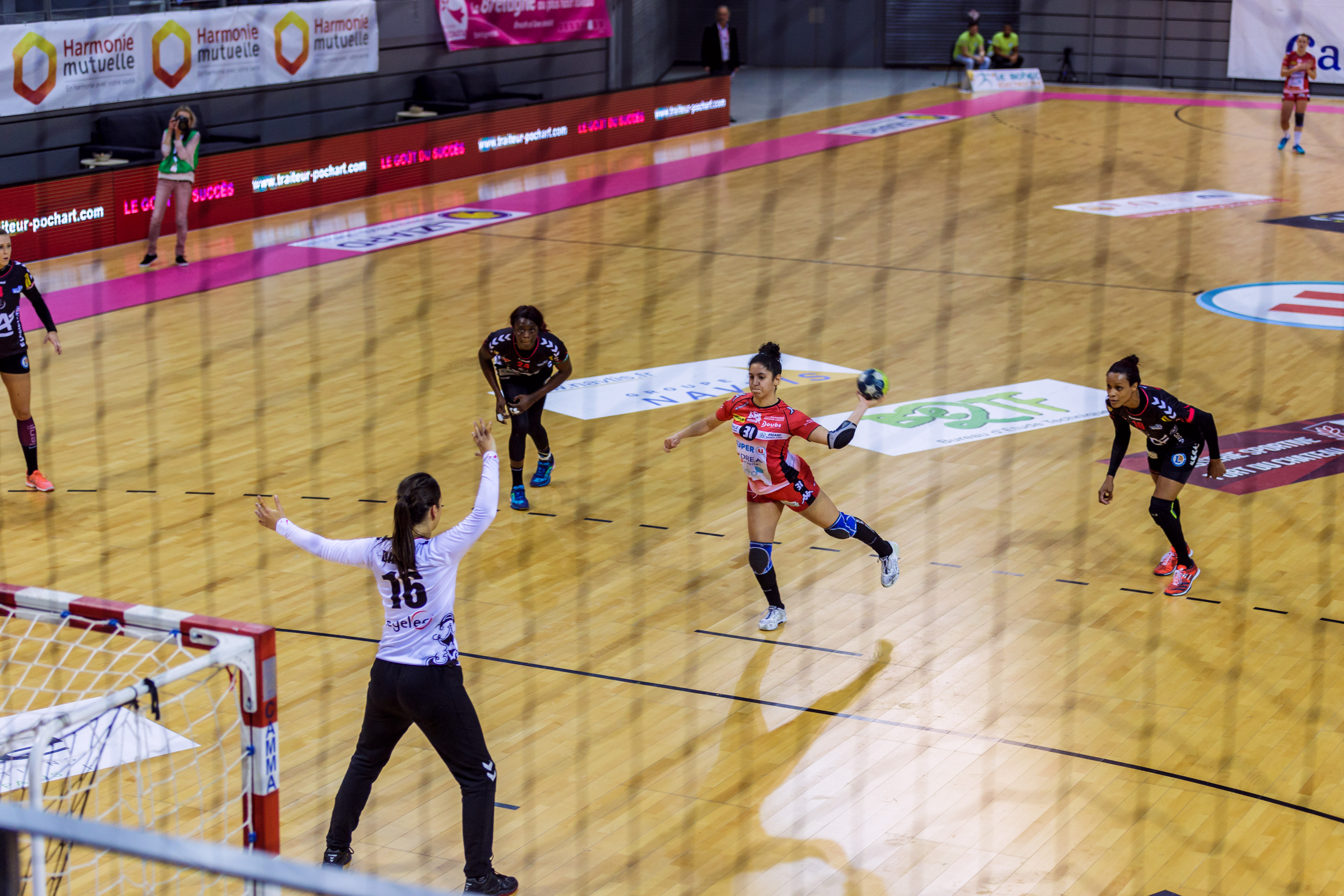
...
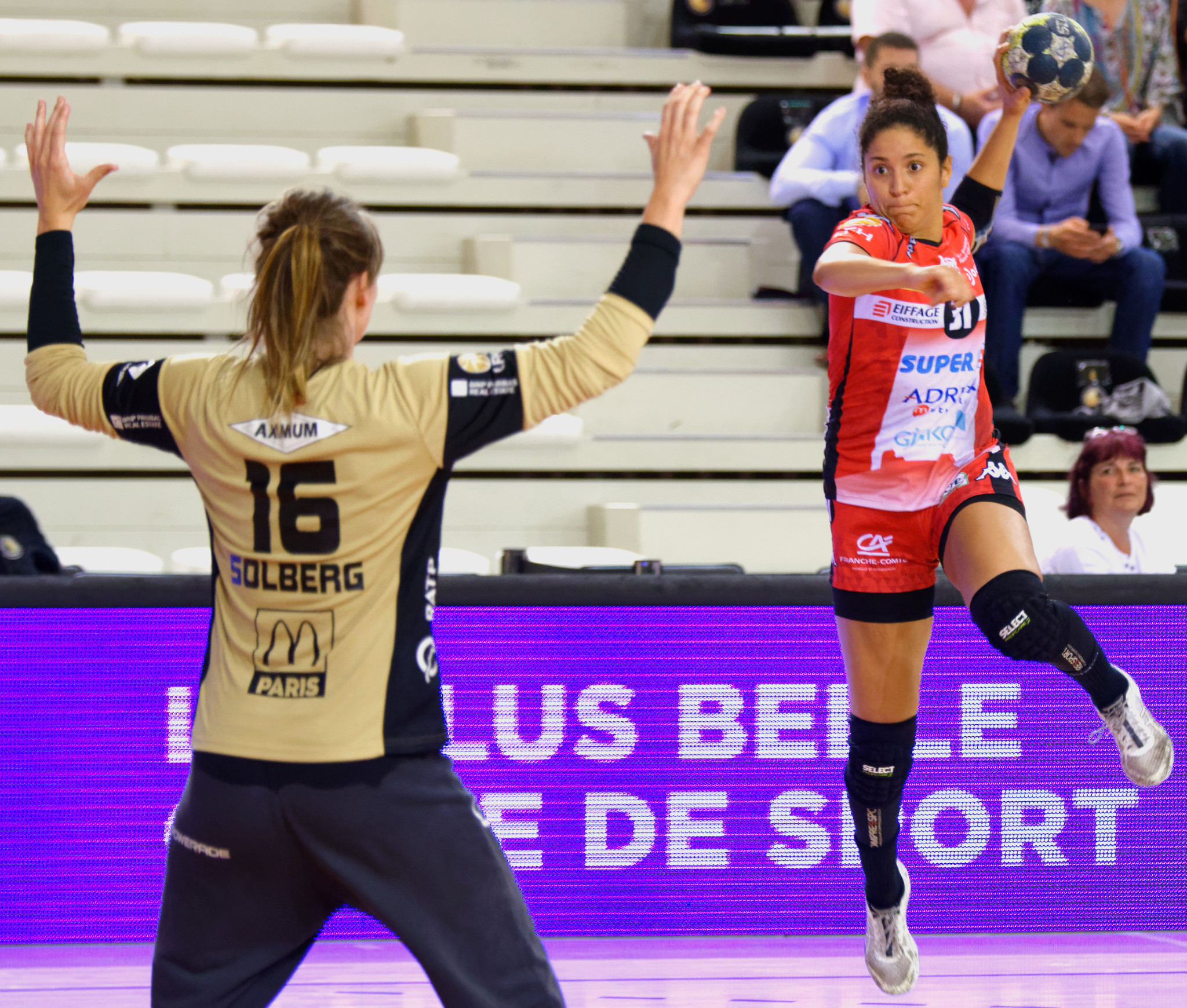
En 2017